# Mac Tyer
Mac Tyer (* 23. April 1979 in Aubervilliers; bürgerlich Socrate Petnga) ist ein französischer Rapper kamerunischer Abstammung.

## Biografie
Mac Tyer gründete als Jugendlicher gemeinsam mit Mac Kregor die Gruppe Tandem. Gemeinsam veröffentlichte das Duo im Jahr 2001 die EP Ceux qui savent m’écoutent. Dadurch steigerte sich der Bekanntheitsgrad der beiden Rapper im französischen Untergrund, was zu vielfachen Feature- und Samplerbeiträgen führte. In dieser Zeit fanden zudem die Aufnahmen zum zweiten Tandem-Tape Tandematique Modèle Vol. 1 statt, welches wiederum sehr erfolgreich war. Das Debütalbum von Tandem erschien ein Jahr darauf unter dem Titel C’est toujours pour ceux qui savent. Dazu wurde die erfolgreiche Single 93 Hardcore veröffentlicht.
Da Mac Tyer auch als Produzent tätig war, veröffentlichte er noch im selben Jahr mit Jo le Balafré das Produzentenkollaborationsalbum Patrimoine du ghetto, auf dem neben Mac Tyer unter anderem Booba, Wallen, Nessbeal, Kery James und Akhenaton vertreten sind. Durch diese CD, insbesondere die Singleauskoppelung des Albumtitels Patrimoine du ghetto, ein Titel von Mac Tyer und Kery James, sowie weitere Samplerbeiträge und ein Feature auf Boobas Album Ouest Side wurde Mac Tyer in ganz Frankreich bekannt.
So unterschreibt er als Soloartist beim Major-Label „Because“, wo er auch sein Debütalbum Le général veröffentlichte. Sein zweites Soloalbum erschien am 1. November 2008 und trägt den Titel D’ou je viens. Durch Kollaborationen mit deutschen Rappern auf „Ghetto Boyz“ mit Chakuza auf der Juice-CD #95 im März 2009 sowie durch den Song Politik mit Olli Banjo auf dem Sampler La Connexion machte er sich auch in Deutschland einen Namen. Anfang 2010 gründet er gemeinsam mit den Aubervillierser Rappern Alien, Bigou, Sahra, Sheck, T-Rel und Ghettoven Artists die Formation „Xplosif Click“. Mit dieser veröffentlicht er einige Monate danach das Mixtape Le dernier Gang.
Am 27. September 2010 veröffentlichte Tyler sein viertes Soloalbum Hat-Trick beim Label Because Music. Es folgten die Mixtapes Banger #1 (2013) und Banger II (2014) sowie das Studioalbum Je suis une légende (2015).

## Diskografie

### Alben
| Jahr | Titel                    | Höchstplatzierung, Gesamtwochen, AuszeichnungChartsChartplatzierungen (Jahr, Titel, Platzierungen, Wochen, Auszeichnungen, Anmerkungen) | Anmerkungen                                                               |
| Jahr | Titel                    | FR | Anmerkungen                                                               |
| ---- | ------------------------ | --- | ------------------------------------------------------------------------- |
| 2006 | Le général               | FR28 (13 Wo.)FR | Erstveröffentlichung: 27. November 2006 Socrate aka Mac Tyer; Doppelalbum |
| 2008 | D’où je viens            | FR32 (13 Wo.)FR | Erstveröffentlichung: 24. November 2008                                   |
| 2010 | Hat-Trick                | FR25 (8 Wo.)FR | Erstveröffentlichung: 27. September 2010                                  |
| 2012 | Untouchable              | FR66 (3 Wo.)FR | Erstveröffentlichung: 28. Mai 2012                                        |
| 2013 | Banger #1                | FR96 (1 Wo.)FR | Erstveröffentlichung: 24. Juni 2013 Mixtape                               |
| 2014 | Banger II                | FR54 (1 Wo.)FR | Erstveröffentlichung: 31. März 2014 Mixtape                               |
| 2015 | Je suis une légende      | FR6 (9 Wo.)FR | Erstveröffentlichung: 4. Mai 2015                                         |
| 2017 | Banger 3                 | FR12 (13 Wo.)FR | Erstveröffentlichung: 21. April 2017                                      |
| 2018 | C’est la street mon pote | FR55 (6 Wo.)FR | Erstveröffentlichung: 30. November 2018                                   |
| 2020 | Noir                     | FR33 (13 Wo.)FR | Erstveröffentlichung: 17. Juli 2020                                       |
| 2021 | Noir 2                   | FR133 (1 Wo.)FR | Erstveröffentlichung: 15. Januar 2021                                     |
| 2021 | Noir 3                   | FR57 (2 Wo.)FR | Erstveröffentlichung: 22. Oktober 2021                                    |
| 2024 | La vie du triple OG      | FR22 (4 Wo.)FR | Erstveröffentlichung: 19. April 2024                                      |

Weitere Alben
- 2013: En attendant le 24 juin (Mixtape, Mix: DJ Say Sticky)
- 2014: Banger Volumes I & II (Mixtape, 2 CDs)

### Singles
| Jahr | Titel Album                               | Höchstplatzierung, Gesamtwochen, AuszeichnungChartsChartplatzierungen (Jahr, Titel, Album, Platzierungen, Wochen, Auszeichnungen, Anmerkungen) | Anmerkungen                                                    |
| Jahr | Titel Album                               | FR | Anmerkungen                                                    |
| --- | ----------------------------------------- | --- | -------------------------------------------------------------- |
| 2014 | Laisse-moi te dire Je suis une légende    | FR37 (22 Wo.)FR | Erstveröffentlichung: 8. Dezember 2014 feat. Maître Gims       |
| 2015 | Un jour peut-être Je suis une légende     | FR85 (3 Wo.)FR | Erstveröffentlichung: 27. Februar 2015                         |
| 2018 | Il se passe quoi C’est la street mon pote | FR107 (2 Wo.)FR | Erstveröffentlichung: 23. November 2018 feat. Kaaris & Sofiane |
| 2020 | Moto Noir                                 | FR7 Diamant · (22 Wo.)FR | Erstveröffentlichung: 17. Juli 2020 feat. Ninho                |
| 2021 | Grammy Noir 3                             | FR84 (1 Wo.)FR | Erstveröffentlichung: 22. Oktober 2021 feat. Freeze Corleone   |
| Folgende Lieder erschienen nicht als Single, wurden aber durch das Album zum Download und Streaming bereitgestellt und konnten somit eine Platzierung erlangen: |                                           | |                                                                |
| |                                           | |                                                                |
| 2024 | Cargo La vie du triple OG                 | FR185 (1 Wo.)FR | feat. Tiakola                                                  |

Weitere Singles
- 2006: 93 tu peux pas test
- 2006: A chaud
- 2010: Ha! Ha! Ha!
- 2011: Docteur So
- 2011: Ce n’était pas le deal
- 2013: Tu casses tu payes
- 2014: Rap Game
- 2014: Tout se paye
- 2015: Je suis une légende
- 2015: Fantômes (mit Blacko)

### Als Gastmusiker
| Jahr | Titel Album                                     | Höchstplatzierung, Gesamtwochen, AuszeichnungChartsChartplatzierungen (Jahr, Titel, Album, Platzierungen, Wochen, Auszeichnungen, Anmerkungen) | Anmerkungen                                                                      |
| Jahr | Titel Album                                     | FR | Anmerkungen                                                                      |
| --- | ----------------------------------------------- | --- | -------------------------------------------------------------------------------- |
| 2013 | On s’en bat les couilles 2013 Drôle de parcours | FR183 (1 Wo.)FR | La Fouine feat. Mac Tyer                                                         |
| 2017 | Comme à l’ancienne                              | FR176 (2 Wo.)FR | Rémy feat. Mac Tyer                                                              |
| 2018 | Woah                                            | FR7 Platin · (19 Wo.)FR | Sofiane feat. Vald, Mac Tyer, Soolking, Kalash Criminel, Sadek & Heuss L’Enfoiré |
| 2023 | Ali Fracturé                                    | FR59 (3 Wo.)FR | Erstveröffentlichung: 19. Mai 2023 Rimkus feat. Werenoi, Lacrim & Mac Tyer       |
| Folgende Lieder erschienen nicht als Single, wurden aber durch das Album zum Download und Streaming bereitgestellt und konnten somit eine Platzierung erlangen: |                                                 | |                                                                                  |
| |                                                 | |                                                                                  |
| 2019 | Briganté Or noir Part 3                         | FR33 (2 Wo.)FR | Kaaris feat. Mac Tyer & Sofiane                                                  |

## Auszeichnungen für Musikverkäufe
Anmerkung: Auszeichnungen in Ländern aus den Charttabellen bzw. Chartboxen sind in ebendiesen zu finden.
| Land/RegionAuszeichnungen für Musikverkäufe (Land/Region, Auszeichnungen, Verkäufe, Quellen) | Gold | Platin  | Diamant  | Verkäufe | Quellen         |
| -------------------------------------------------------------------------------------------- | ---- | ------- | -------- | -------- | --------------- |
| Frankreich (SNEP)                                                                            | —    | Platin1 | Diamant1 | 533.333  | snepmusique.com |
| Insgesamt                                                                                    | —    | Platin1 | Diamant1 |          |                 |